# Сисин (перс)
Сисин (др.-греч. Σισήνης; IV век до н. э.) — знатный перс неизвестного происхождения. В античных источниках упомянут в связи с гипотетическим заговором против Александра Македонского.
В античных источниках существует путаница относительно личности Сисина и его жизни. В изложении Арриана, Сисин был тайным агентом Дария III. Перебежчик Аминта передал Дарию III некие письма от знатного македонского военачальника Александра Линкестийца. Дарий, в свою очередь, отправил своего «верного человека» Сисина к сатрапу Фригии Атизию с тайным поручением встретиться с Александром Линкестийцем. Сисин должен был передать македонскому военачальнику обещание Дария III, что если тот убьёт Александра Македонского, то получит не только помощь персов в занятии македонского престола, но и тысячу талантов в придачу. Однако гонец Дария III был перехвачен македонским военачальником Парменионом и был вынужден выдать сообщение персидского царя, за чем последовал арест Александра Линкестийца. 
Согласно Квинту Курцию Руфу, Сисин был отправлен македонскому царю Филиппу II «правителем Египта». Он остался при македонском дворе и с началом Восточного похода Александра Македонского присоединился к македонскому войску. Персидский хилиарх Набарзан передал Сисину через некоего критянина письмо с предложением перейти на сторону Дария III. Это письмо было перехвачено Александром, который распорядился его повторно запечатать и отдать адресату. Сисин, который ни о чём не подозревал, хотел передать послание македонскому царю, но в течение нескольких дней не находил для этого подходящей возможности. Через какое-то время Александр решил, что Сисин склонен к предательству и скрыл письмо. По приказу царя он был убит.
По мнению Ф. Шахермайра, вся история с передачей сообщения Александру Линкестийцу через Сисина выглядит сомнительной, независимо от того, рассказал ли это гонец под пытками или по собственной воле. Возможно, вся история с Сисином представляет собой выдумку античных историков.